# Wielki Szczyt Wideł
Wielki Szczyt Wideł (słow. Veľká Vidlová veža, niem. Große Gabelspitze, węg. Nagy Villa-csúcs) – wybitny szczyt o wysokości 2522 m n.p.m. w grani Wideł, w słowackich Tatrach Wysokich. Znajduje się między Zachodnim Szczytem Wideł oddzielonym głęboką Przełęczą w Widłach a Wschodnim Szczytem Wideł oddzielonym płytszą Wyżnią Przełęczą w Widłach.
Wierzchołek Wielkiego Szczytu Wideł jest najwyżej położonym obiektem między Łomnicą a Kieżmarskim Szczytem (pomijając Miedziany Mur tuż na północny wschód od Łomnicy). Bardzo urwiste są ściany opadające zarówno do Doliny Dzikiej, jak i do Cmentarzyska w Dolinie Łomnickiej. Ściana północno-zachodnia opada ok. 500 m do dolnej części Miedzianej Kotliny i jest przecięta dwiema Miedzianymi Ławkami. Ograniczają ją żleby zbiegające z Kieżmarskiej Przełęczy (od lewej) i z Przełęczy w Widłach (od prawej) oraz rysy stanowiące ich przedłużenia. U dołu ściany położona jest Troista Płaśń – podłużny taras utworzony przez trzy urwiste bule. Powyżej niej w ścianie tkwi Miedziana Kazalnica z ciemnym urwiskiem. Ściana południowa ma ok. 240 m i kończy się szerokim zachodem ponad Cmentarzyskiem.
Szczyt jest doskonale widoczny znad Łomnickiego Stawu i z kolejki prowadzącej na wierzchołek Łomnicy. Na Wielki Szczyt Wideł nie prowadzą żadne znakowane szlaki turystyczne, wierzchołek jest dostępny jedynie dla taterników. Najprostsza droga wiedzie na szczyt od Przełęczy w Widłach i obchodzi grań po stronie Cmentarzyska. Drogi biegnące obiema ścianami są trudne (III–V w skali UIAA).
Wielki Szczyt Wideł bywa niekiedy nazywany Widłami, choć nazwa nie jest precyzyjna. Dla rozróżnienia Widłami nazywa się całą grań, a wierzchołek Wielkim Szczytem Wideł.

## Historia
Pierwsze wejścia:
- Miklós Szontagh (junior) i Johann Hunsdorfer (senior), koniec sierpnia 1903 r. – letnie,
- Ernst Dubke, Johann Breuer i Johann Franz (senior), 17 lutego 1906 r. – zimowe[2].

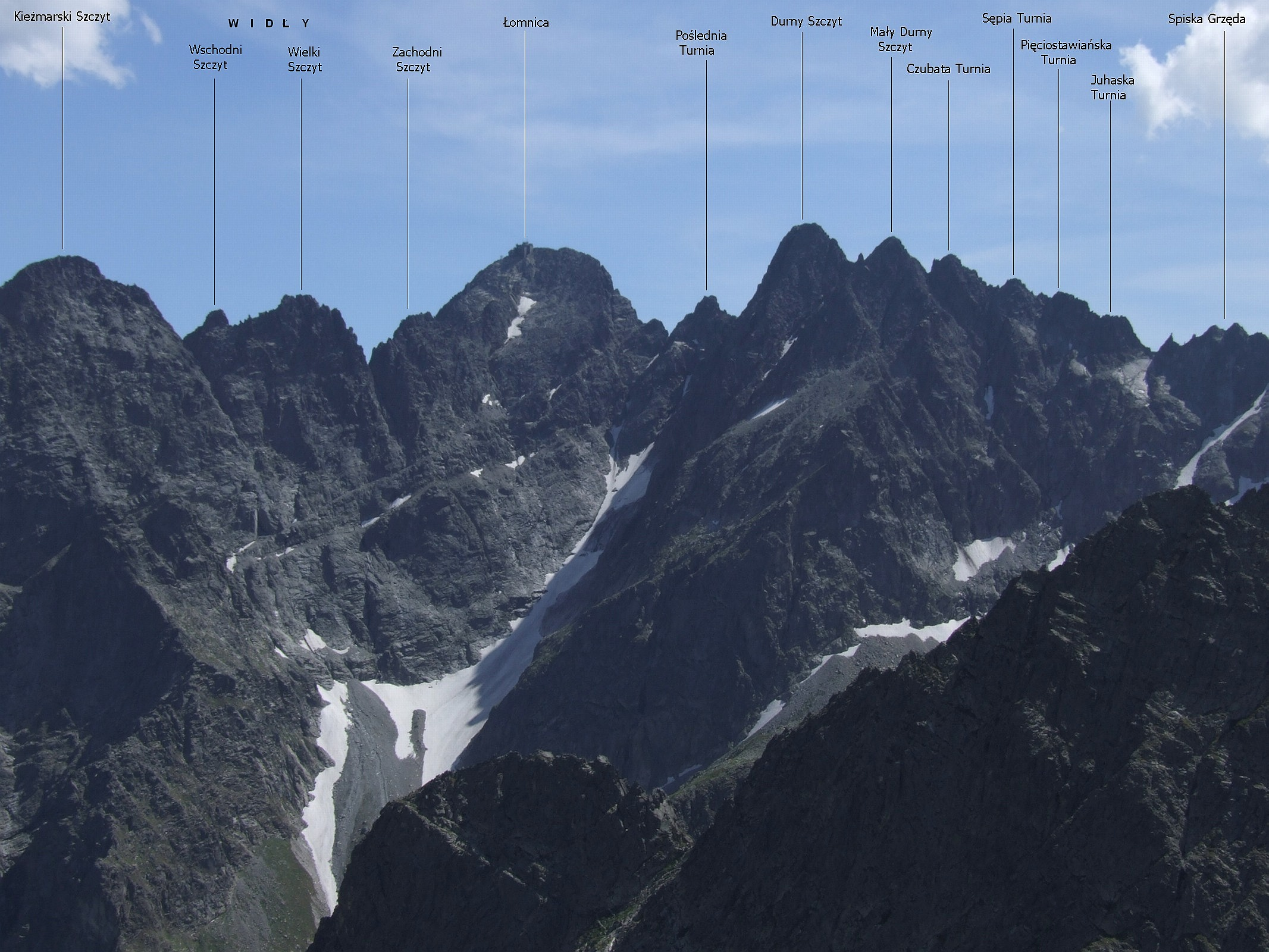
Widły od północy (z Jagnięcego Szczytu)